# Rifugio Re Alberto
De Rifugio Re Alberto, soms ook: Rifugio Re Alberto I, Duits: Gartlhütte, is een berghut op 2621 m in de Dolomieten. De berghut ligt aan de voet van de Torri del Vaiolet, of Vaiolettürme, 2813 m. Het gebied waar de hut in ligt heet de Catinaccio, een bergmassief in de Dolomieten. De hut wordt privaat uitgebaat en behoort niet toe aan een alpenvereniging.
De eerste bouwconstructie dateert uit 1929, toen Marino Pederiva er een kleine houten hut bouwde. De Italiaanse alpinist Giovanni Battista Piaz, beter bekend als Tita Piaz, nam deze hut over en verving hem door een echte berghut. Hij noemde de hut naar Koning Albert I van België, die tijdens zijn tochten door de Dolomieten werd vergezeld door Tita Paiz en de berggids Vitale Bramani. De Rifugio Re Alberto is inmiddels meer dan eens uitgebreid en gerestaureerd.
De Rifugio Re Alberto is onder andere vanaf de Rifugio Gardeccia te bereiken, via de Rifugio Vajolet. Op een kwartier afstand ligt een andere hut, de Rifugio Passo Santner, of Santnerpasshütte, op 2741 m. Vanaf de hut worden beklimmingen ondernomen naar de toppen van de Cima Catinaccio, of Rosengartenspitze, 2981 m, de Croda di Re Laurino, of Laurinswand, 2813 m en natuurlijk de Torri del Vaiolet.